# Подж, Джордж
Джордж Колман Подж (англ. George Coleman Poage; 6 ноября 1880, Ганнибал|, штат Миссури, США — 11 апреля 1962, Чикаго) — американский легкоатлет, бронзовый призёр летних Олимпийских игр 1904.
На Играх 1904 в Сент-Луисе Подж участвовал в четырёх дисциплинах. В барьерных забегах на 200 и 400 м он занимал третьи места и выиграл две бронзовые медали. В гонке на 60 м он дошёл до полуфинала, а на 400 м расположился на шестой позиции.